# Laetesia leo
Laetesia leo är en spindelart som beskrevs av van Helsdingen 1972. Laetesia leo ingår i släktet Laetesia och familjen täckvävarspindlar.
Artens utbredningsområde är Sydaustralien. Inga underarter finns listade i Catalogue of Life.